# Gauliga Böhmen-Mähren
Die Gauliga Böhmen und Mähren war eine der obersten Fußballligen in der Zeit des Nationalsozialismus. In der zwischen 1943 und 1944 existierenden Sportbereichsklasse wurde der regionale Meister im Reichsprotektorat Böhmen und Mähren bestimmt, der den Sportgau bei der Endrunde um die deutsche Fußballmeisterschaft vertrat.

## Geschichte
Die Gauliga Böhmen-Mähren wurde am 1. April 1943 unter Führung von SS-Obersturmführer Max Kopischke eingerichtet. Die Vereine aus dem Protektorat Böhmen und Mähren spielten davor größtenteils in der Gauliga Sudetenland, die Vereine in den Sportkreisen Brünn und Iglau spielten zuvor in der Gauliga Donau-Alpenland. In der Saison 1943/44 nahmen 14 Mannschaften aufgeteilt in zwei Gruppen an der Gauliga teil. Gaumeister wurde der MSV Brünn und qualifizierte sich dadurch für die deutsche Fußballmeisterschaft 1943/44, bei der Brünn nach einer 3:6-Heimniederlage gegen den First Vienna FC bereits in der 1. Runde ausschied. Die Spielzeit 1944/45 sollte in drei Staffeln ausgespielt werden, kriegsbedingt fand kein Spielbetrieb mehr statt. Nach dem Zweiten Weltkrieg wurde Böhmen und Mähren wieder Teil der Tschechoslowakei, die deutschen Sportvereine wurden aufgelöst.

## Saison 1943/44
In der Saison 1943/44 nahmen 14 Mannschaften aufgeteilt in zwei Gruppen an der Gauliga teil. In der Gruppe Böhmen spielten sechs Teams, die Gruppe Mähren bestand aus acht Mannschaften. Tabellenstände sind nur teilweise überliefert.

### Gruppe Böhmen
| Platz | Verein                    | Spiele | Tore  | Quote | Punkte |
| ----- | ------------------------- | ------ | ----- | ----- | ------ |
| 1.    | LSV Prag-Gbell            | 7      | 28:40 | 7,00  | 12:2   |
| 2.    | NSTG Budweis              | 7      | 19:40 | 4,75  | 10:4   |
| 3.    | SG Prag                   | 8      | 27:15 | 1,80  | 08:8   |
| 4.    | SG Studentenkompanie Prag | —      | —     | —     | —      |
| 5.    | LSV Königgrätz            | —      | —     | —     | —      |
| 6.    | LSV Pardubitz             | —      | —     | —     | —      |

### Gruppe Mähren
| Platz | Verein                   | Spiele | Tore  | Quote | Punkte |
| ----- | ------------------------ | ------ | ----- | ----- | ------ |
| 1.    | MSV Brünn                | 10     | 58:13 | 4,46  | 18:2   |
| 2.    | MSV Kremsier             | 9      | 27:23 | 1,17  | 11:7   |
| 3.    | MSV Olmütz               | 9      | 27:27 | 1,00  | 09:9   |
| 4.    | MSV Mährisch Weißkirchen | —      | —     | —     | —      |
| 5.    | LSV Boelcke Prossnitz    | —      | —     | —     | —      |
| 6.    | NSTG Troppau             | —      | —     | —     | —      |
| 7.    | NSTG Jägerndorf          | —      | —     | —     | —      |
| 8.    | DSV Brünn                | —      | —     | —     | —      |

### Finale Hinspiel
| Paarung        | LSV Prag-Gbell – MSV Brünn                                                                   |
| Ergebnis       | 0:2 (0:1)                                                                                    |
| Datum          | 12. März 1944                                                                                |
| Stadion        | Slavia-Platz, Prag                                                                           |
| Zuschauer      | 20.000                                                                                       |
| Tore           | 0:1 Kerbach 0:2 Belonoc                                                                      |
| LSV Prag-Gbell | Kleinau; Ebhardt, Pohl; Gäza, Galler, Krettenauer; Wack, Patek, Mayer, Ullrich, Otten        |
| MSV Brünn      | Nigrin; Klug, Schukowitz; Hron, Hahn, Matula; Dragon, Körner, Hummenberger, Kerbach, Belonoc |

### Finale Rückspiel
| Paarung        | MSV Brünn – LSV Prag-Gbell                                                                    |
| Ergebnis       | 4:1 (2:0)                                                                                     |
| Datum          | 19. März 1944                                                                                 |
| Stadt          | Brünn                                                                                         |
| Zuschauer      | 30.000                                                                                        |
| Tore           | 1:0 Körner 2:0 Körner 3:0 Kerbach 4:0 Belonoc 4:1 Ullrich                                     |
| MSV Brünn      | Nigrin; Klug, Jurkowitz; Hron, Hahn, Matula; Körner, Hummenberger, Behounek, Kerbach, Belonoc |
| LSV Prag-Gbell | Kleinau; Ebhardt, Nieder; Gäza, Galler, Braun; Wack, Mayer, Patek, Ullrich, Otten             |

## Saison 1944/45
Zur Spielzeit 1944/45 wurden die Mannschaften in drei Gruppen eingeteilt. Bedingt durch Kriegswirren fand in der Saison 1944/45 kein Spielbetrieb mehr statt.
| Gruppe Böhmen - LSV Prag-Gbell - SG Prag - SG Studentenkompanie Prag - LSV Königgrätz - NSTG Budweis | Gruppe Mähren-Nord-Ost - MSV Olmütz - MSV Mährisch Weißkirchen - NSTG Witkowitz - MSV Kremsier | Gruppe Mähren-Süd-West - MSV Brünn - SG Brünn - Luftwaffen SV Brünn - DSV Brünn - NSTG Wischau - NSTG Deutsch-Brod |